# Haplochromis artaxerxes
Haplochromis artaxerxes foi uma espécie de peixe da família Cichlidae.
Foi endémica da Uganda.